# Gareth MacHale
Gareth MacHale (* 12. August 1980) ist ein irischer Rallyefahrer. Er fuhr von 2006 bis 2009 in der Rallye-Weltmeisterschaft (WRC).

## Karriere

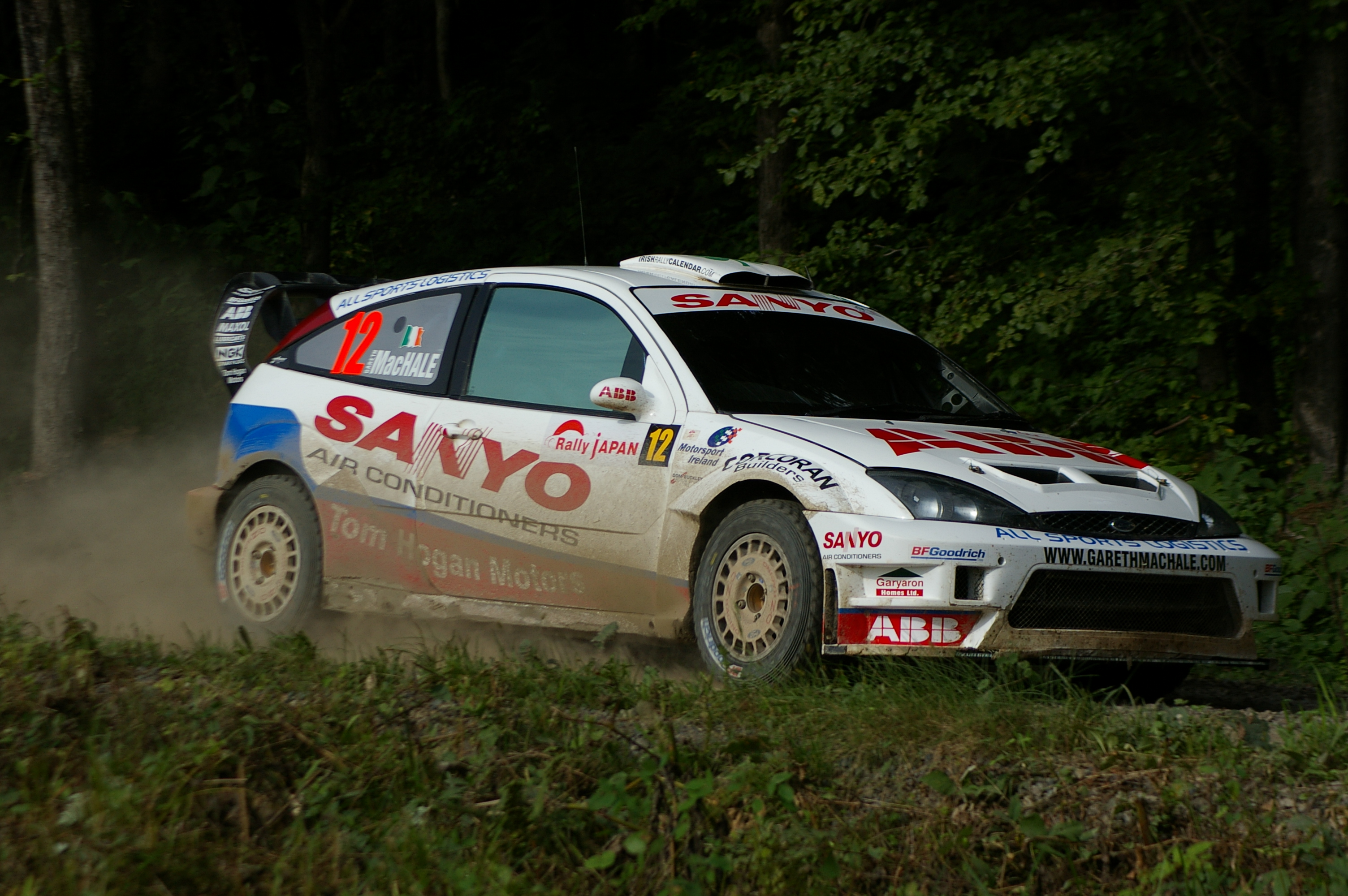
Gareth MacHale im Ford Focus RS WRC 04 bei der Rallye Japan 2006

Nachdem Gareth MacHale an einigen Rallyes in Irland und im Vereinigten Königreich teilgenommen hatte, gab er 2006 sein Debüt in der Rallye-Weltmeisterschaft (WRC). In einem Ford Focus RS WRC absolvierte er acht Rallyes und erzielte mit einem sechsten Platz eine Platzierung in den Punkterängen. Die Saison schloss er auf dem 21. Gesamtrang ab. 2007 nahm MacHale an fünf Rallyes der WRC teil. Er startete abermals in einem Ford Focus RS WRC und erzielte mit einem achten Platz als bestes Resultat einen Punkt. In der Weltmeisterschaft wurde er abermals 21. 2008 nahm MacHale am Race of Champions teil.
Gareth MacHale nahm überwiegend an irischen Rallyes (und einigen britischen) teil. Im Oktober 2010 gewann er im Ford Focus WRC erstmals die irische Asphaltmeisterschaft.

## Familie
Gareth MacHales Vater Austin MacHale war ebenfalls Rallyefahrer. Er gewann fünfmal die irische Asphaltmeisterschaft.
Auch Gareth MacHales jüngerer Bruder Aaron MacHale ist Rallye-Pilot.